# Metallic Spheres
Metallic Spheres je desáté studiové album britské elektronické skupiny The Orb, vydáno bylo v říjnu 2010 (viz 2010 v hudbě). Na této desce se výrazně podílel i kytarista a zpěvák David Gilmour, proto bylo album Metallic Spheres vydáno pod hlavičkou „The Orb featuring David Gilmour“. Deluxe verze obsahovala na druhém disku celé album ve 3D zvuku (3D60 Version).
Roku 2023 byla vydána remixovaná, přepracovaná a z části nově nahraná verze s názvem Metallic Spheres in Colour.

## Seznam skladeb
| Pořadí         | Název | Autor | Délka |
| -------------- | --- | --- | ----- |
| 1.             | Metallic Side 1. Metallic Spheres 2. Hymns to the Sun 3. Black Graham 4. Hiding in Plain View 5. Classified | Gilmour, Paterson, Youth Gilmour, Paterson, Youth, Nash Gilmour, Paterson, Youth, Mellová Gilmour, Paterson, Youth, Bran | 28:41 |
| 2.             | Spheres Side 1. Es Vedra“ 2. Hymns to the Sun (Reprise) 3. Olympic 4. Chicago Dub 5. Bold Knife Trophy      | Gilmour, Paterson, Youth                                                                                                 | 20:12 |
| Celková délka: | Celková délka:                                                                                              | Celková délka: | 48:53 |

| Bonusová skladba na iTunes | Bonusová skladba na iTunes                       | Bonusová skladba na iTunes                                                                                               | Bonusová skladba na iTunes |
| Pořadí                     | Název                                            | Autor | Délka                      |
| -------------------------- | ------------------------------------------------ | --- | -------------------------- |
| 1.                         | Cult of Youth Ambient Mix (Parts 1 & 2) ((Edit)) | Gilmour, Paterson, Youth Gilmour, Paterson, Youth, Nash Gilmour, Paterson, Youth, Mellová Gilmour, Paterson, Youth, Bran | 5:35                       |

| Remixovaná verze Metallic Spheres in Colour | Remixovaná verze Metallic Spheres in Colour              | Remixovaná verze Metallic Spheres in Colour | Remixovaná verze Metallic Spheres in Colour |
| Pořadí                                      | Název                                                    | Autor                                       | Délka                                       |
| ------------------------------------------- | -------------------------------------------------------- | ------------------------------------------- | ------------------------------------------- |
| 1.                                          | Round Side (Seamless Solar Spheres of Affection Mix)     | Gilmour, Paterson, Youth, Rendall           | 20:07                                       |
| 2.                                          | Flat Side (Seamlessly Martian Spheres of Reflection Mix) | Gilmour, Paterson, Youth, Mellová, Rendall  | 19:44                                       |
| Celková délka:                              | Celková délka:                                           | Celková délka:                              | 39:51                                       |

## Obsazení
- The Orb
  - Alex Paterson – zvukové manipulace, klávesy, gramofony
- David Gilmour – kytara, zpěv
- Youth – baskytara, klávesy, programování
- Tim Bran – klávesy, programování
- Marcia Mellová – akustická kytara v části „Black Graham“
- Dominique Le Vacová – vokály